# Celebrando una leyenda
Celebrando una leyenda es un álbum en vivo del cantante argentino Leo Dan, fue publicado por Sony Music Entertainment México el 23 de marzo de 2018. El álbum se caracteriza por ser una recopilación de sus canciones a ritmo de balada romántica, acompañado de otros ritmos como el bolero, el pop rock, el blues, la cumbia, el mariachi y el ska.
En este álbum, están incluidas las participaciones de Ricardo Montaner, Pedro Fernández, Rubén Albarrán, Los Auténticos Decadentes, Matisse Grupo Cañaveral de Humberto Pabón y Karina entre otros. El álbum había ganado un disco de oro en México en su mismo año de salida, tras cuatro años fue certificado triple platino en 2022.

## Lista de canciones
Edición en CD y formato digital
| N.º | Título                                                                | Duración |  |
| 1.  | «Esa pared» (con Carlos Rivera)                                       | 2:54     |  |
| 2.  | «Cómo te extraño mi amor» (con Rubén Albarrán)                        | 3:15     |  |
| 3.  | «Te he prometido» (con Ricardo Montaner)                              | 3:10     |  |
| 4.  | «Fanny» (con Kinky)                                                   | 2:48     |  |
| 5.  | «Extraños (Cómo poder saber si te amo)» (con Karina)                  | 2:29     |  |
| 6.  | «Pídeme la luna» (La Original Banda el Limón de Salvador Lizárraga)   | 3:49     |  |
| 7.  | «Celia» (con Palito Ortega)                                           | 2:15     |  |
| 8.  | «Sólo una vez» (con Armando Ávila)                                    | 2:45     |  |
| 9.  | «Toquen mariachis canten» (con Pedro Fernández)                       | 3:51     |  |
| 10. | «Yo sé que no eres feliz» (con Matisse)                               | 3:45     |  |
| 11. | «Mary es mi amor» (con Andrés Cepeda)                                 | 3:16     |  |
| 12. | «Por un caminito» (con Grupo Cañaveral de Humberto Pabón)             | 2:59     |  |
| 13. | «Siempre estoy pensando en ella» (con Luis Humberto Navajas)          | 3:28     |  |
| 14. | «La niña está triste» (con Jesús "Tuti" Martínez)                     | 3:11     |  |
| 15. | «Una calle me separa» (con Los Auténticos Decadentes y Los Caligaris) | 3:23     |  |

Edición en DVD y formato digital
| N.º | Título                                                                 | Duración |  |
| 1.  | «Cómo te extraño mi amor» (con Rubén Albarrán)                         | 3:15     |  |
| 2.  | «Te he prometido» (con Ricardo Montaner)                               | 3:10     |  |
| 3.  | «Fanny» (con Kinky)                                                    | 2:48     |  |
| 4.  | «Extraños (Cómo poder saber si te amo)» (con Karina)                   | 2:29     |  |
| 5.  | «Pídeme la luna» (La Original Banda el Limón de Salvador Lizárraga)    | 3:49     |  |
| 6.  | «Celia» (con Palito Ortega)                                            | 2:15     |  |
| 7.  | «Sólo una vez» (con Armando Ávila)                                     | 2:45     |  |
| 8.  | «Toquen mariachis canten» (con Pedro Fernández)                        | 3:51     |  |
| 9.  | «Yo sé que no eres feliz» (con Matisse)                                | 3:45     |  |
| 10. | «Mary es mi amor» (con Andrés Cepeda)                                  | 3:16     |  |
| 11. | «Por un caminito» (con Grupo Cañaveral de Humberto Pabón)              | 2:59     |  |
| 12. | «Siempre estoy pensando en ella» (con Luis Humberto Navajas)           | 3:28     |  |
| 13. | «La niña está triste» (con Jesús "Tuti" Martínez)                      | 3:11     |  |
| 14. | «Una calle nos separa» (con Los Auténticos Decadentes y Los Caligaris) | 3:23     |  |

## Certificaciones
| País   | Organismo certificador | Certificación | Ventas certificadas | Ref.  |
| ------ | ---------------------- | ------------- | ------------------- | ----- |
| México | AMPROFON               | 2× Platino    | 120,000             | [ 4 ] |